# Lampona foliifera
Lampona foliifera är en spindelart som beskrevs av Simon 1908. Lampona foliifera ingår i släktet Lampona och familjen Lamponidae. Inga underarter finns listade i Catalogue of Life.